# Gertrud von Sanden
Gertrud Ida Marie von Sanden (auch unter den Pseudonymen Mervyn Brian Kennicott und M. B. Kennicott; * 10. September 1881 auf Schloss Tussainen, Ostpreußen; † 23. Februar 1940 in Tübingen), von 1907 bis ca. 1926 verheiratete Hamer, war eine deutsche Schriftstellerin.

## Leben
Gertrud von Sanden entstammte der ostpreußischen Adelsfamilie von Sanden. Sie ging 1897 nach Großbritannien, wo sie ein Gartenbaucollege besuchte. 1907 heiratete sie den britischen Offizier Aston Hamer. Aus der Ehe gingen zwei Töchter hervor, von denen die jüngere die 1912 geborene spätere Schriftstellerin Isabel Hamer war. Nach einem Aufenthalt in Indien kehrte Gertrud Hamer 1914 nach Großbritannien zurück. Nach ihrer Scheidung war sie ab 1927 wieder permanent in Deutschland ansässig, und ab 1934 lebte sie mit ihrer Lebensgefährtin Gertrud Bäumer im schlesischen Gießmannsdorf. Sie starb im Februar 1940 an Brustkrebs während eines Behandlungsaufenthalts in Tübingen.
Gertrud von Sanden veröffentlichte in den 1930er Jahren zwei Romane unter dem Pseudonym „Mervyn Brian Kennicott“. Mit ihrem erstmals 1934 im Wunderlich Verlag ihres späteren Schwiegersohns Hermann Leins unter dem Pseudonym Mervyn B. Kennicott erschienenen Briefroman Das Herz ist wach erzielte sie einen Bestseller, der bis in die 1960er Jahre eine Gesamtauflage von über 250.000 Exemplaren erreichte. Mehrfach wiederaufgelegt bis in die 1950er Jahre wurde auch die 1937 erschienene, breit angelegte Familiensaga Die Geschichte der Tilmansöhne.

## Werke
- Das Herz ist wach: Briefe einer Liebe. Wunderlich, Tübingen 1934, DNB 573990786.
- Die Geschichte der Tilmansöhne: Dem Jüngsten erzählt. Wunderlich, Tübingen 1937, DNB 573990778.